# فرناندو رولدان
فرناندو رولدان (اسپانیایی: Fernando Roldán‎; ۲۴ ژوئیهٔ ۱۹۳۰ – ۲۲ ژوئن ۲۰۱۹) بازیکن فوتبال اهل شیلی بود.
از باشگاه‌هایی که در آن بازی کرده‌است می‌توان به باشگاه فوتبال یونیورسیداد کاتولیکا اشاره کرد.
وی همچنین در تیم ملی فوتبال شیلی بازی کرده‌است.